# Ланцюговий комплекс
Ланцюговий комплекс — основне поняття гомологічної алгебри.

## Ланцюговий комплекс
Ланцюговим комплексом називається послідовність {\displaystyle (K_{\bullet },\partial _{\bullet })} модулів і гомоморфізмів
{\displaystyle \partial _{n}:K_{n}\to K_{n-1}}, що називаються граничними операторами або диференціалами
{\displaystyle \ldots {\xleftarrow {}}K_{n-1}{\xleftarrow {\partial _{n}}}K_{n}{\xleftarrow {\partial _{n+1}}}K_{n+1}{\xleftarrow {}}\ldots }
така що {\displaystyle \partial _{n}\partial _{n+1}=0}. Елементи {\displaystyle K_{n}} називаються n-мірними ланцюгами, елементи ядра {\displaystyle Z_{n}K=Ker\partial _{n}} — n-вимірними циклами, елементи образа {\displaystyle B_{n}K=Im\partial _{n+1}}— n-вимірними границями. З {\displaystyle \partial _{n}\partial _{n+1}=0} випливає, що {\displaystyle B_{n}K\subset Z_{n}K} (т.зв. напівточність). Якщо до того ж {\displaystyle B_{n}K=Z_{n}K}, то такий комплекс називається точним.
Ланцюгові комплекси модулів над фіксованим кільцем утворюють категорію з мофізмами {\displaystyle ~\varphi _{\bullet }\colon (K_{\bullet },\partial _{\bullet }^{K})\to (L_{\bullet },\partial _{\bullet }^{L})}, де {\displaystyle \varphi _{\bullet }} послідовність морфізмів {\displaystyle \varphi _{n}\colon K_{n}\to L_{n}}, така що {\displaystyle \varphi _{n}} комутує з диференціалом, тобто {\displaystyle \partial _{n}^{L}\varphi _{n}=\varphi _{n-1}\partial _{n}^{K}}.

## Коланцюговий комплекс
Коланцюговий комплекс — поняття, двоїсте ланцюговому комплексу. Він визначається як послідовність модулів {\displaystyle (\Omega ^{\bullet },d^{\bullet })} і гомоморфізмов {\displaystyle d^{n}\colon \Omega ^{n}\to \Omega ^{n+1}}, таких що
{\displaystyle d^{n+1}d^{n}=0}
Коцепной комплекс, як і ланцюговий, є напівточною послідовністю.
{\displaystyle \ldots {\xrightarrow {}}\Omega ^{n-1}{\xrightarrow {d^{n-1}}}\Omega ^{n}{\xrightarrow {d^{n}}}\Omega ^{n+1}{\xrightarrow {d^{n+1}}}\ldots }
Властивості і поняття, пов'язані з коланцюговими комплексами, двоїсті аналогічним поняттям і властивостям ланцюгових комплексів.

## Гомології і когомології
n-вимірна група гомологій {\displaystyle H_{n}} ланцюгового комплексу {\displaystyle (K_{\bullet },\partial _{\bullet })} є його мірою точності в n-ому члені і визначається як
{\displaystyle H_{n}(K_{\bullet },\partial _{\bullet })=B_{n}(K)/Z_{n}(K)=\mathrm {Ker} \partial _{n}/\mathrm {Im} ,\partial _{n+1}}. Для точного комплексу {\displaystyle H_{n}=0}
Аналогічно визначається n-вимірна група когомологій коланцюгового комплексу:
{\displaystyle H^{n}(\Omega ^{\bullet },d^{\bullet })=B^{n}/Z^{n}=\mathrm {Ker} d^{n}/\mathrm {Im} ,d^{n-1}}

## Приклади

### Симпліційна гомологія
Нехай маємо симпліційний комплекс K.
Визначимо Cn(K) для натурального числа n вільну абелеву групу породжену n-симплексами комплекса K і граничне відображення:
{\displaystyle \partial _{n}:C_{n}(K)\to C_{n-1}(K):\,([v_{0},\ldots ,v_{n}]\mapsto \sum _{i=0}^{n}(-1)^{i}\sigma ([v_{0},\ldots ,{\hat {v}}_{i},\ldots ,v_{n}]),}
Виконується властивість ∂² = 0, отже {\displaystyle (C_{\bullet },\partial _{\bullet })} є ланцюговим комплексом; симпліційна гомологія {\displaystyle H_{\bullet }(X)} визначається:
{\displaystyle H_{n}(X)=\ker \partial _{n}/{\mbox{im }}\partial _{n+1}.}

### Когомологія де Рама
Диференціальні k-форми на будь-якому гладкому многовиді M утворюють векторний простір, що позначається Ωk(M).
Зовнішня похідна dk є відображенням з Ωk(M) в Ωk+1(M), і d 2 = 0, отже простори k-форм із зовнішньою похідною  утворюють коланцюговий комплекс:
{\displaystyle \Omega ^{0}(M)\ {\stackrel {d_{0}}{\to }}\ \Omega ^{1}(M)\to \Omega ^{2}(M)\to \Omega ^{3}(M)\to \cdots .}
Гомологією цього комплексу є когомологія де Рама:
{\displaystyle H_{\mathrm {DR} }^{k}(M)=\ker d_{k}/\mathrm {im} \,d_{k-1}.}

## Гомоморфізми ланцюгових комплексів
Гомоморфізмом ланцюгових комплексів {\displaystyle (A_{\bullet },\delta _{\bullet })} і {\displaystyle (B_{\bullet },\gamma _{\bullet })} називається таке відображення {\displaystyle f\colon A_{n}\to B_{n},\forall n\in \mathbb {N} ,} що наступна діаграма є комутативною:
Гомоморфізм ланцюгових комплексів індукує гомоморфізм їх груп гомологій.

## Ланцюгова гомотопія
Ланцюгова гомотопія {\displaystyle D\colon X\to Y} між гомоморфізмами комплексів {\displaystyle f} і {\displaystyle g} — гомоморфізм ланцюгових комплексів {\displaystyle (X_{\bullet },\partial _{\bullet })} і {\displaystyle (Y_{\bullet },\delta _{\bullet })} ступеня +1 (тобто {\displaystyle D_{k}\colon X_{k}\to Y_{k+1}}), для якого
{\displaystyle \delta D+D\partial =g-f}
{\displaystyle \delta _{k+1}D_{k}+D_{k-1}\partial _{k}=g_{k}-f_{k}}
Для коланцюгових комплексів відповідна комутативна діаграма має вигляд.